# 李相憲
李 相憲（イ・サンホン、Lee Sang-Hun、1975年10月11日 - ）は、韓国の元サッカー選手。元韓国代表。ポジションはディフェンダー。

## 経歴
1997年に韓国代表デビュー。1998 FIFAワールドカップにも出場した。2003年までに17試合に出場した。

## 代表歴

### 出場大会
- 韓国代表
  - 1998 FIFAワールドカップ (グループリーグ敗退)

### 試合数
- 国際Aマッチ 17試合 0得点（1997年-2003年）[1]

| 韓国代表 | 国際Aマッチ | 国際Aマッチ |
| 年       | 出場        | 得点        |
| -------- | ----------- | ----------- |
| 1997     | 3           | 0           |
| 1998     | 12          | 0           |
| 1999     | 1           | 0           |
| 2000     | 0           | 0           |
| 2001     | 0           | 0           |
| 2002     | 0           | 0           |
| 2003     | 1           | 0           |
| 通算     | 17          | 0           |